# Sparticella
Nella fisica delle particelle, una sparticella o s-particella o superpartner è una particella elementare ipotetica prevista dalle teorie di supersimmetria, che si propongono di estendere il modello standard. Secondo la supersimmetria, ogni fermione dovrebbe avere un bosone come superpartner, e viceversa.
Quando i più familiari leptoni, fotoni e quark vennero ad essere prodotti nel Big Bang, ognuno di essi veniva accompagnato da una sparticella di accoppiamento, ovvero rispettivamente: sleptoni, fotini e squark. Questo stato di cose si è verificato in un momento in cui l'universo stava attraversando una rapida fase di mutamento, e i teorici credono che questo stato di cose sia durato solo qualche decina di trilionesimo di una decina di un nanosecondi (10−35 secondi) prima che le particelle venissero adesso "condensate" e gelate nello spazio-tempo. Anteriormente a questo evento, le sparticelle naturalmente non esistevano.
L'esatta supersimmetria intera prevede che una particella e le sue superpartner abbiano la stessa massa. Nessuna superpartner delle particelle del modello standard è stata ancora scoperta. Questo potrebbe indicare che la supersimmetria non sia corretta, o può anche darsi che il risultato indichi il fatto che la supersimmetria non sia un'esatta e ininterrotta simmetria della natura. Se si scoprisse una superpartner, la sua massa determinerebbe la scala laddove la supersimmetria si è rotta.
Per le particelle che sono veramente scalari (come l'assione), vi è un fermione superpartner così come un secondo reale campo scalare. Per gli assioni, queste particelle vengono spesso definite come assini (axinos) e sassioni (saxions).
Nella supersimmetria estesa ci possono essere più di una superparticella per una data particella. Ad esempio, con due copie di supersimmetria in quattro dimensioni, un fotone avrebbe due fermioni superpartner e un superpartner scalare.
Nelle dimensioni zero (spesso note come meccanica delle matrici), è possibile ottenere la supersimmetria, ma nessun superpartner. Comunque, questa è l'unica situazione in cui la supersimmetria non implica l'esistenza di superpartner.
Tuttavia, se questa teoria è corretta, dovrebbe essere possibile ricreare queste particelle negli acceleratori di particelle ad alta energia. Si credeva che il Large Hadron Collider al CERN di Ginevra, in grado di raggiungere energie fino ai 14 TeV (teraelettronvolt), avrebbe rilevato la presenza di superparticelle, ma ad oggi non sono ancora mai state osservate.

## Supersimmetria
| Alcune coppie | Alcune coppie                   | Alcune coppie     | Alcune coppie                   |
| Particella    | Spin                            | Partner           | Spin                            |
| ------------- | ------------------------------- | ----------------- | ------------------------------- |
| Elettrone     | {\displaystyle {\tfrac {1}{2}}} | Selettrone        | 0                               |
| Quark         | {\displaystyle {\tfrac {1}{2}}} | Squark            | 0                               |
| Neutrino      | {\displaystyle {\tfrac {1}{2}}} | Sneutrino         | 0                               |
| Gluone        | 1                               | Gluino            | {\displaystyle {\tfrac {1}{2}}} |
| Fotone        | 1                               | Fotino            | {\displaystyle {\tfrac {1}{2}}} |
| Bosone W      | 1                               | Wino (particella) | {\displaystyle {\tfrac {1}{2}}} |
| Bosone Z      | 1                               | Zino              | {\displaystyle {\tfrac {1}{2}}} |
| Gravitone     | 2                               | Gravitino         | {\displaystyle {\tfrac {3}{2}}} |

Nella fisica delle particelle, la supersimmetria (o SUSY da SUper SYmmetry) è una simmetria che associa particelle bosoniche (che possiedono spin intero) a particelle fermioniche (che hanno spin semi-intero) e viceversa . Infatti, in relazione a una trasformazione di supersimmetria, ogni fermione ha un superpartner bosonico ed ogni bosone ha un superpartner fermionico. Le coppie sono state battezzate partner supersimmetrici, e le nuove particelle vengono chiamate appunto spartner, superpartner, o sparticelle . Più precisamente, il superpartner di una particella con spin {\displaystyle s} ha spin
{\displaystyle s-{\frac {1}{2}}}
alcuni esempi sono illustrati nella tabella. Nessuna di esse è stata fino ad ora individuata sperimentalmente, ma si spera che il Large Hadron Collider del CERN di Ginevra possa assolvere a questo compito a partire dal 2010, dopo essere stato rimesso in funzione nel novembre 2009. Infatti per il momento ci sono esclusivamente prove indirette dell'esistenza della supersimmetria. Siccome i superpartners delle particelle del Modello Standard non sono ancora stati osservati, la supersimmetria, se esiste, deve necessariamente essere una simmetria rotta così da permettere che i superpartners possano essere più pesanti delle corrispondenti particelle presenti nel Modello Standard.
La carica associata (ossia il generatore) di una trasformazione di supersimmetria viene detta supercarica.
La teoria spiega alcuni problemi insoluti che affliggono il modello standard ma purtroppo ne introduce altri. Essa è stata sviluppata negli anni '70 dal gruppo di ricercatori di Jonathan I. Segal presso il MIT; contemporaneamente Daniel Laufferty della “Tufts University” ed i fisici teorici sovietici Izrail' Moiseevič Gel'fand e Likhtman hanno teorizzato indipendentemente la supersimmetria . Sebbene nata nel contesto delle teorie delle stringhe, la struttura matematica della supersimmetria è stata successivamente applicata con successo ad altre aree della fisica, dalla meccanica quantistica alla statistica classica ed è ritenuta parte fondamentale di numerose teorie fisiche.
Nella teoria delle stringhe la supersimmetria ha come conseguenza che i modi di vibrazione delle stringhe che danno origine a fermioni e bosoni si presentano obbligatoriamente in coppie.